# Sainte-Honorine-la-Guillaume

Sainte-Honorine-la-Guillaume este o comună în departamentul Orne, Franța. În 1 ianuarie 2022 avea o populație de 348 de locuitori.